# Cine Arcadia
El cine Arcadia va obrir les portes el 27 d'abril de 1957 al Carrer Tusset, 14 de Barcelona. Sala propietat de Modest Castañé Lloret i dissenyat per Joan Antoni Castañé Llopart. L'objectiu d'aquest cinema era convertir-se en la sala de la felicitat.
El primer film que s'hi va projectar va ser Lola Montes de Max Ophuls.
Entre el 5 de juny de 1957 i el 18 de desembre de 1959 va programar de forma conjunta amb el cinema Alexandra i Atlanta. Després passà a programar amb Maryland i Petit Pelayo.
Va convertir-se en el segon local d'art i assaig de Barcelona, el 26 de març de 1967.
L'Arcadia va tenir tres grans etapes liderades per:
- 1967 - Juan Francisco Torres.
- 1971 - Círculo A.
- 1978 a 1980 - Cinesa.

Després d'haver firmat un contracte amb la Generalitat, l'Arcadia, el 14 d'octubre de 1985 va començar a projectar únicament pel·lícules en català o catalanes. Fins que el 24 de juliol de 1986 el Círculo A es tornà a fer càrrec de la programació del cinema.
L'última projecció del cinema va ser The Brave el 31 de juliol de 1998.